# Kritiek op het kapitalisme

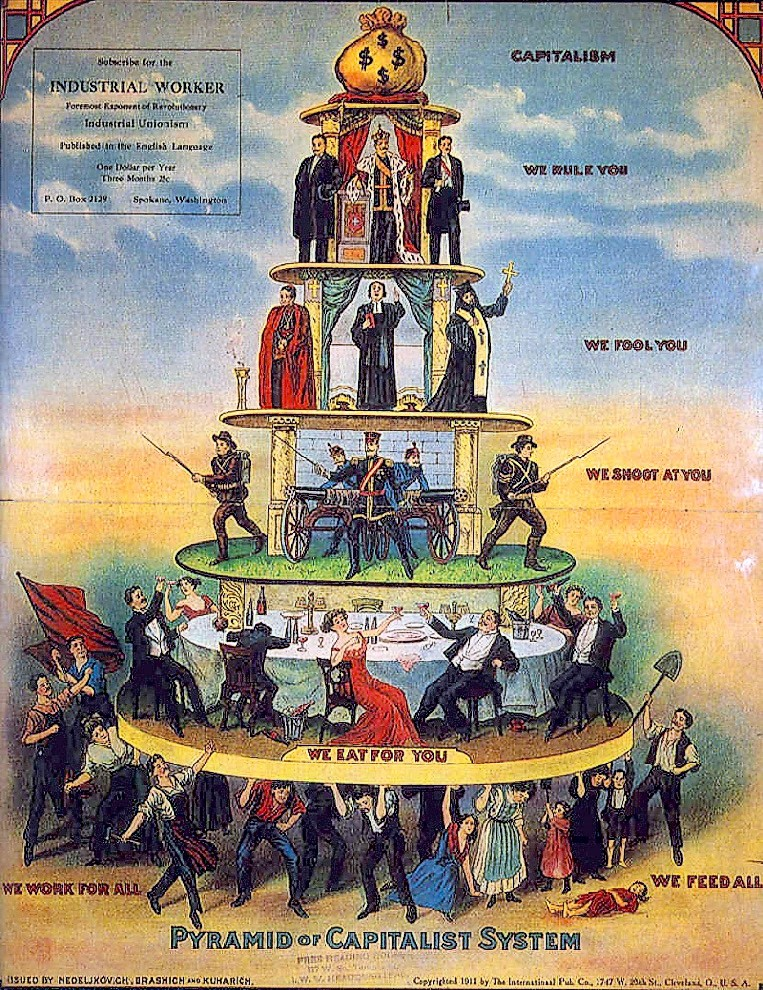
Toren van het Kapitalistisch Systeem: uit een publicatie van de Industrial Workers of the World uit 1911.

Kritiek op het kapitalisme varieert van enerzijds het verwerpen van de basiskenmerken van het kapitalisme in zijn totaal tot anderzijds het uiten van ongenoegen over specifieke aspecten gerelateerd aan het kapitalisme. Onder de critici van het kapitalisme bevinden mensen die het kapitalisme in zijn totaal willen vervangen door een ander economisch systeem. Andere personen bekritiseren bepaalde aspecten gerelateerd aan het kapitalisme, maar willen het kapitalistische systeem behouden en de onwenselijke aspecten verminderen.

## Antikapitalisme

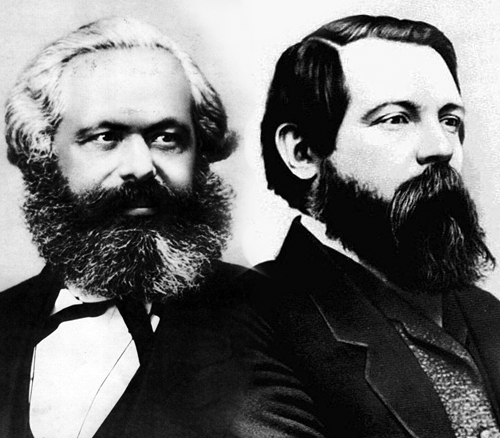
Karl Marx en Friedrich Engels

### Marxistische visie
De marxistische visie op het kapitalisme gaat terug op de werken van Karl Marx en Friedrich Engels.
Marx formuleerde een analyse van de klassenverhoudingen binnen kapitalistische maatschappijen, waarin hij een fundamentele tegenstelling aanwees tussen enerzijds de bezittende klassen (voorop de kapitaalbezitters, die de eerder dominante positie van de grondbezitters overnamen), anderzijds de klassen die voor hun levensonderhoud op loonarbeid zijn aangewezen. Het is deze loonarbeid die het kapitalisme draaiende houdt, stelt Marx, maar het zijn de kapitaalbezitters die de rijkdom vergaren door zich de meerwaarde toe te eigenen.
Het centrale punt van kritiek in de marxistische visie is dat de politieke en economische vrijheid die het liberalisme aan kapitalistische economische verhoudingen toekent, een illusie is. De loonarbeiders zijn vrij om werk aan te nemen of te weigeren, maar (in een "puur" kapitalisme zonder sociale voorzieningen) zijn zij tegelijk afhankelijk van werk om te overleven, en dus de onderliggende partij in een verhouding van dwang. Bovendien heeft de industriële productie de neiging de arbeiders tot aanhangsels van machines te maken, waardoor zij vervreemd raken van hun eigen werk. Aan de andere kant van de klassenscheiding zijn echter ook de kapitaalbezitters niet vrij: die zijn immers onderworpen aan een felle concurrentiestrijd, die hen dwingt met de markt mee te bewegen als ze niet ten onder willen gaan. Op het niveau van de economie als geheel vertaalt de concurrentiestrijd zich in de noodzaak van ongeremde groei.
Tegenover het kapitalisme poneerde Marx de noodzaak om over te gaan naar een klassenloze, socialistische maatschappij, waarin de tucht van de markt zou worden vervangen door een democratischer wijze van productie en verdeling van goederen. Dit revolutionaire idee leefde breder in de negentiende-eeuwse arbeidersbeweging; wat het marxisme onderscheidend maakte, was de nadruk op de mogelijkheid die de interne dynamiek van het kapitalisme bood. Enerzijds, schreven Marx en Engels al in het Communistisch manifest, schept het kapitalisme "zijn eigen doodgravers", de klasse van fabrieksarbeiders die in de fabriek werden gedisciplineerd en bij de ondergang van het systeem "niets te verliezen" hadden. Anderzijds observeerde Marx dat geslaagde revoluties in het verleden altijd waren ondernomen in tijden van economische crisis, en dat de kapitalistische productiewijze door een cyclus van handelscrises gekenmerkt werd. Hij stelde dan ook dat een poging tot revolutie pas zin had in crisistijd, als de tegenstellingen in de economische orde het helderst te zien waren en de macht van de heersende klasse het zwakst.
In de Sovjet-Unie, China en andere landen werd gedurende de twintigste eeuw gepoogd om het revolutionaire project van het marxisme in de praktijk te brengen. De mislukking van dit project wordt breed erkend, maar over de betekenis hiervan voor de geldigheid van de marxistische kapitalismekritiek bestaat minder eensgezindheid.
In het westen vonden Marx' ideeën nieuw élan door de herontdekking van diens vroege geschriften. De westerse (neo-)marxisten baseren hierop een kapitalismekritiek (en in het verlengde daarvan soms een kritiek van het Sovjet-experiment) die de nadruk legt op vervreemding, warenfetisjisme, commodificatie van arbeid, cultuur en creativiteit, en de effecten van ongeremde economische groei op mens en milieu. Daarnaast is er sterke aandacht voor de relatie tussen cultuur en ideologie en de veranderingen in economische verhoudingen sinds Marx' tijd. Denkers in deze trant zijn bijvoorbeeld Antonio Gramsci, Walter Benjamin, Henri Lefebvre, David Harvey, Fredric Jameson, Slavoj Žižek en de leden van de Frankfurter Schule.

### Anarchistische kritiek

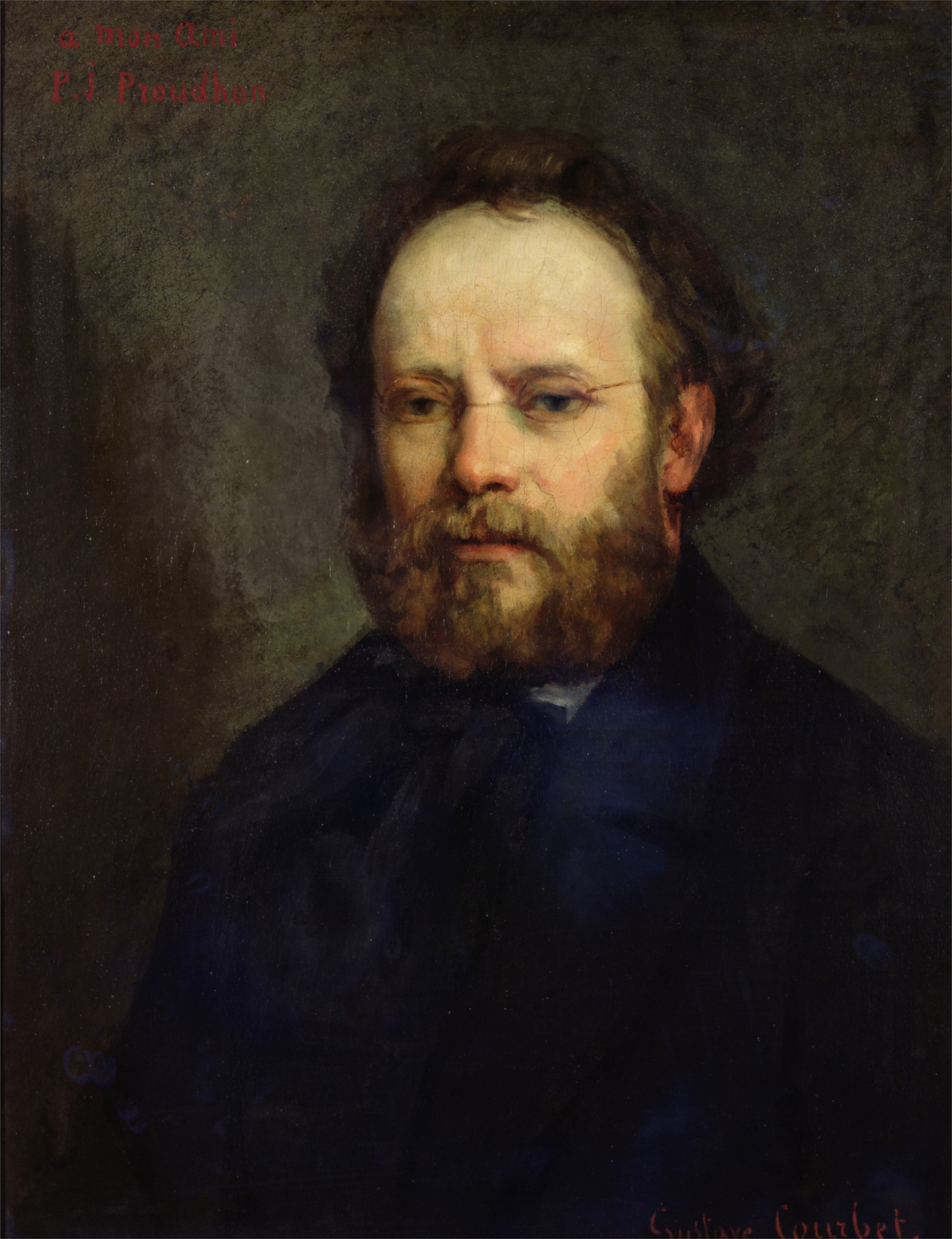
Pierre-Joseph Proudhon

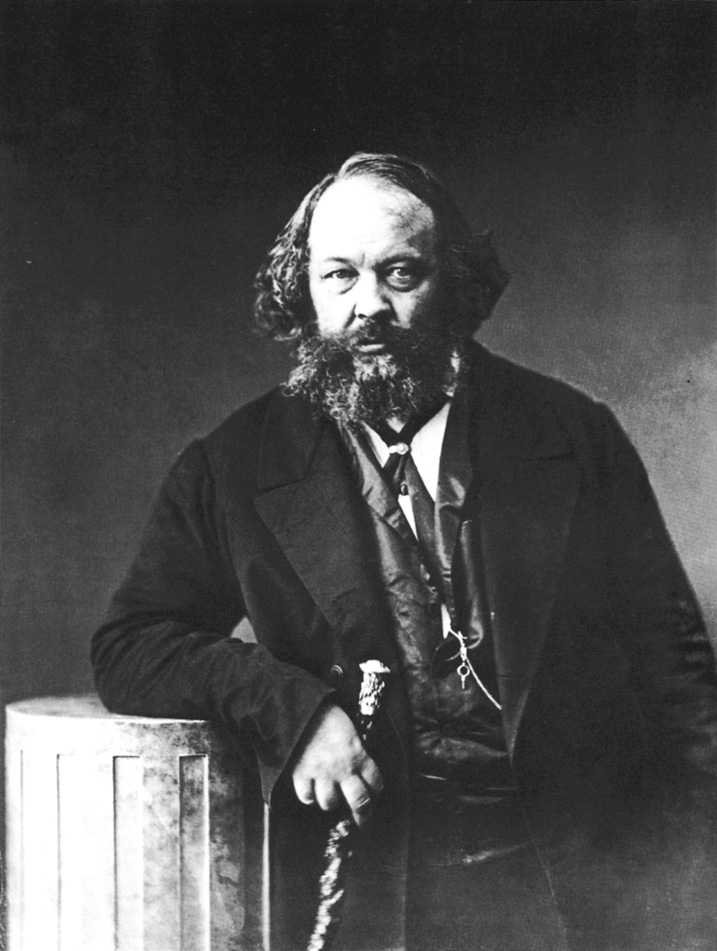
Michail Bakoenin

Voorbeelden van antikapitalistische anarchisten zijn Pierre-Joseph Proudhon, Michail Bakoenin, Peter Kropotkin en Noam Chomsky. Volgens Kropotkin zijn de belangrijkste kenmerken van het kapitalisme dat het een economisch systeem is waarbij de productiemiddelen grotendeels in handen zijn van particulieren en dat de meerderheid van de bevolking zijn arbeid verkoopt (loonarbeid). Het mutualisme, collectief-anarchisme en anarchocommunisme zijn anarchistische alternatieven voor het kapitalisme.
Volgens de bovengenoemde anarchisten beschermt de overheid het kapitalistische eigendomsstelsel dat zorgt dat bepaalde individuen grote delen van de grond en productiemiddelen bezitten, waardoor anderen deze niet kunnen gebruiken voor de productie van de benodigde bestaansmiddelen. Volgens Bakoenin worden de arbeiders gedwongen door de omstandigheden en eigendomsverhoudingen om zichzelf te verkopen aan de kapitalisten. De arbeider heeft behoefte aan voedsel, kleren en woonruimte. Alleen door arbeid uit te oefenen op productiemiddelen – zoals land, grondstoffen en werktuigen – kan er voor deze behoeftes geproduceerd worden. De arbeider bezit geen productiemiddelen en moet zichzelf daarom verkopen aan een kapitalist om aan de bestaansmiddelen te komen. Bij het kapitalisme kunnen de arbeiders kiezen tussen enerzijds armoede en honger en anderzijds om zichzelf te verkopen en de bevelen van de kapitalist op te volgen. In deze situatie kunnen ze hun werkgever kiezen, maar ze moeten altijd een werkgever kiezen. De loonarbeiders moeten aan de regels van de kapitalist of het management houden en hun bevelen opvolgen. Bakoenin vergelijkt loonarbeid met slavernij:
“Zodra het contract is besproken (…) wordt de arbeider in feite een slaaf. Welke koopwaar heeft hij namelijk aan zijn werkgever verkocht? Het is zijn arbeid, zijn persoonlijke diensten, de productieve krachten van zijn lichaam, zijn verstand, en de geest die onafscheidelijk van zijn persoon is — het is daarom zijn totale persoon. Vanaf dan zal de werkgever over hem waken, of direct of door middel van opzichters. Elke dag tijdens arbeidstijd en in de gecontroleerde omstandigheden. De werkgever zal de eigenaar van zijn acties en bewegingen zijn. Wanneer hem wordt verteld: “Doe dit” dan wordt de arbeider verplicht om het te doen; of als tegen hem wordt gezegd: “Ga daar heen”, dan zal hij gaan. Is dit niet wat tegen een slaaf wordt geroepen?”
Volgens Proudhon kan de loonarbeider met zijn loon niet de producten kopen dat hijzelf gemaakt heeft. Er bestaat dus een verschil tussen de verkoopprijs en het loon van de arbeider, wat volgens Proudhon betekent dat een deel van de vruchten van zijn arbeid is ontstolen.
Verschillende anarchisten vinden dat het kapitalisme zorgt voor de centralisatie van kapitaal (en dus macht) bij een kleine minderheid. Volgens Bakoenin moeten kapitalistische bedrijven steeds groeien om te overleven in de concurrentiestrijd, waardoor de succesvolle bedrijven groter worden en kleinere bedrijven overnemen of uit de markt concurreren. Door de grotere productiehoeveelheden kunnen de grote bedrijven diens producten goedkoper verkopen, waardoor de meeste consumenten voor deze goedkopere producten kiezen, aldus Bakoenin. Door dat grotere bedrijven de markt beheersen is het moeilijk om een nieuw bedrijf op te starten, omdat er steeds meer startkapitaal benodigd is om de concurrentie aan te kunnen gaan. Proudhon beweerde dat concurrentie in het kapitalisme zorgt voor de uiteindelijke vernietiging van concurrentie.
Het kapitalisme zorgt volgens Chomsky voor ecologische problemen door dat gewone mensen die het meeste onder ecologische problemen lijden weinig invloed hebben op de bedrijven. Er wordt geproduceerd om de winst en niet om de behoeftes, waardoor het milieu ondergeschikt wordt gemaakt aan het winststreven van de bedrijven, aldus Chomsky.

## Kritiek op bepaalde aspecten gerelateerd aan het kapitalisme

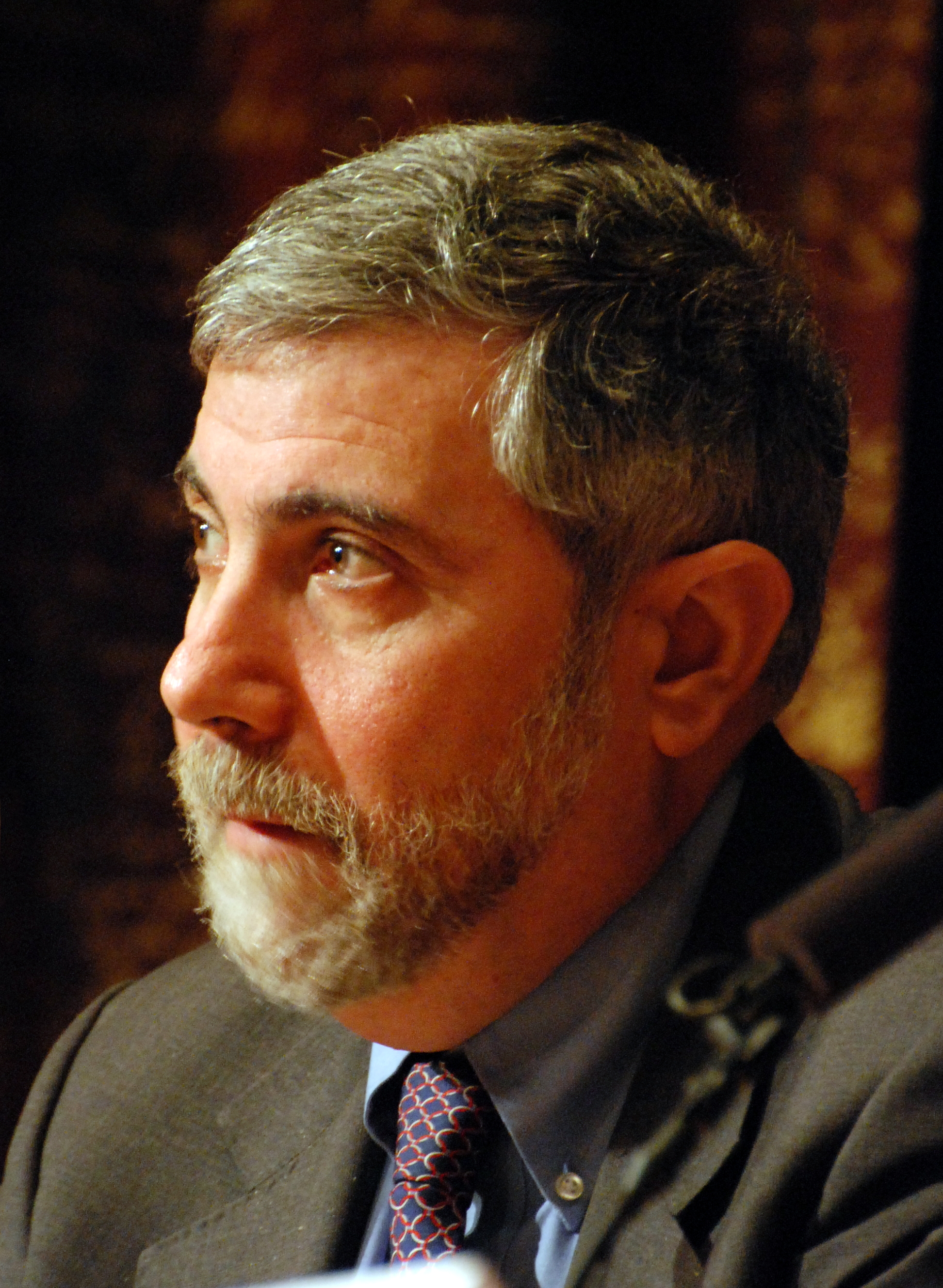
Paul Krugman

Sommige personen bekritiseren bepaalde aspecten van het kapitalisme dat volgens deze critici opgelost kunnen worden zonder afschaffing van het kapitalisme.
Het bestaan van ongelijke verdeling van welvaart en macht wordt bekritiseerd. Veel sociaaldemocraten willen de inkomensverschillen verkleinen door bijvoorbeeld progressieve inkomstenbelasting. Volgens deze critici is heel grote inkomensongelijkheid onwenselijk wegens de negatieve gevolgen voor de maatschappelijke cohesie. Sommige mensen bekritiseren het neoliberalisme of het Angelsaksisch model en zijn voorstander van het Rijnlands model.
Volgens critici leidden bedrijfsovernames en fusies tot oligopolie dat volgens hen moet worden voorkomen door overheidsinterventies om concurrentie af te dwingen in bepaalde bedrijfstakken. Multinationals kunnen kapitaal verplaatsen naar locaties met lagere belastingen, zodat landen komen naar een race naar de bodem bij winstbelastingen om de grote bedrijven te laten blijven. Ook speculatie op de beurs wordt door sommigen bekritiseerd, omdat hierbij winsten niet worden gemaakt bij het leveren van goederen en diensten, maar slechts door het kopen en verkopen van aandelen op korte termijn. Dit wordt soms “casinokapitalisme” genoemd. Andere bekritiseren prijsafspraken en kartelvorming.
Bepaalde economen constateren het bestaan van marktfalen. De econoom Paul Krugman is bijvoorbeeld van mening dat handelingen door individueel streven naar eigenbelang kan leiden tot slechte resultaten voor de samenleving. Volgens de econoom Jean Charles Léonard de Sismondi leidt het streven van individuele werkgevers naar lagere lonen samen met de afwezigheid van kennis over de toekomstige vraag en de toekomstige productie van diens concurrenten tot onderconsumptie- en overproductiecrisissen.
Bedrijven concentreren op de winstgevendheid wat volgens critici leidt tot onduurzaam gedrag. Het is bijvoorbeeld winstgevender om producten te laten produceren in landen met lage lonen, waarbij deze verkocht worden in rijkere landen. Dit vergt veel transport en dus meer uitstoot, wat voorkomen kon worden door goederen te produceren in de nabijheid waar zij geconsumeerd worden.